# 盐湖城警察局
盐湖城警察局（英文：The Salt Lake City Police Department，简称SLCPD）是美国犹他州盐湖城的警察局。

## 历史
盐湖城警察局成立于1851年，最初有40位警员，时薪25美分。
盐湖城警察局的总部位于犹他州盐湖城南475街和东300街交界处，与盐湖城公共图书馆只有一街之隔。其总部名为盐湖城公共安全大厦，盐湖城消防局的总部也位于此。
盐湖城警察局一共下属2个分支，分别为行政部和行动部，每个部门由一位副局长指挥。盐湖城警察局一共下属8个分局，分别负责市中心、南部、北部、盐湖城国际机场等地的巡逻。
2021年，盐湖城警察局主张反对现金保释制度改革。

## 警衔与徽章
| 警衔     | 徽章 |
| -------- | ---- |
| 警察局長 |      |
| 副局长   |      |
| 警監     |      |
| 警督     |      |
| 警司     |      |
| 警探     | 无   |
| 警员     | 无   |

## 延申阅读
- The Salt Lake City History Project. The History of the Salt Lake City Police Department. (Salt Lake City: The Salt Lake City History Project, 2013)